# Fontaine Morin
La fontaine Morin est une fontaine située sur la commune de Fontenay-Trésigny dans le département de la Seine-et-Marne en France. Elle est inscrite monument historique depuis 1991.

## Histoire
La fontaine Morin est construite au XVIe siècle. Son aménagement actuel est le fait le François le Tonnelier de Breteuil au siècle suivant. Elle comportait une inscription « plus qu'on ne pence » en raison de son débit.

## Description
La fontaine est aujourd'hui composée d'une borne à goulot et d'un bassin en pierre. Des barrières anciennes faisant office de délimitation ont été retirées en raison d'accidents. Son alimentation provient d'une source localisée à Marles-en-Brie, commune limitrophe.

## Galerie

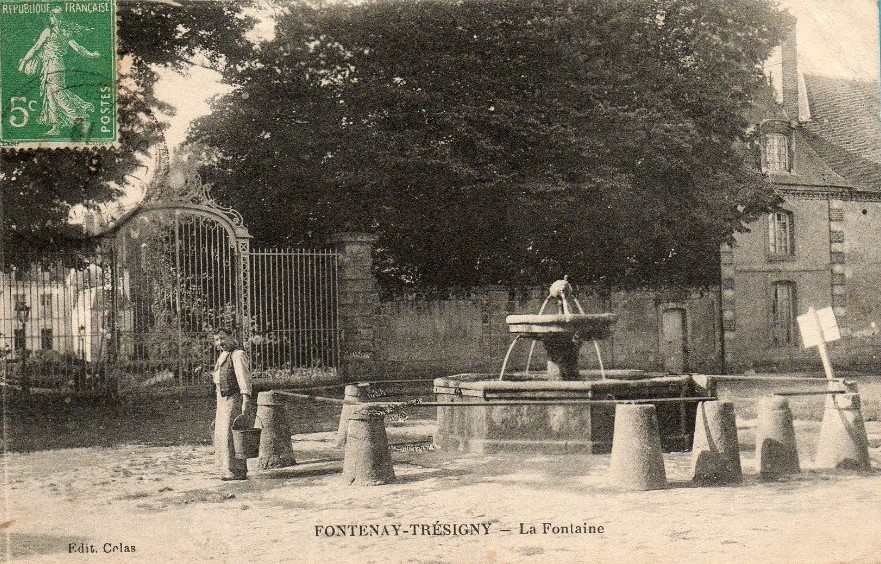
La fontaine sur une carte postale ancienne
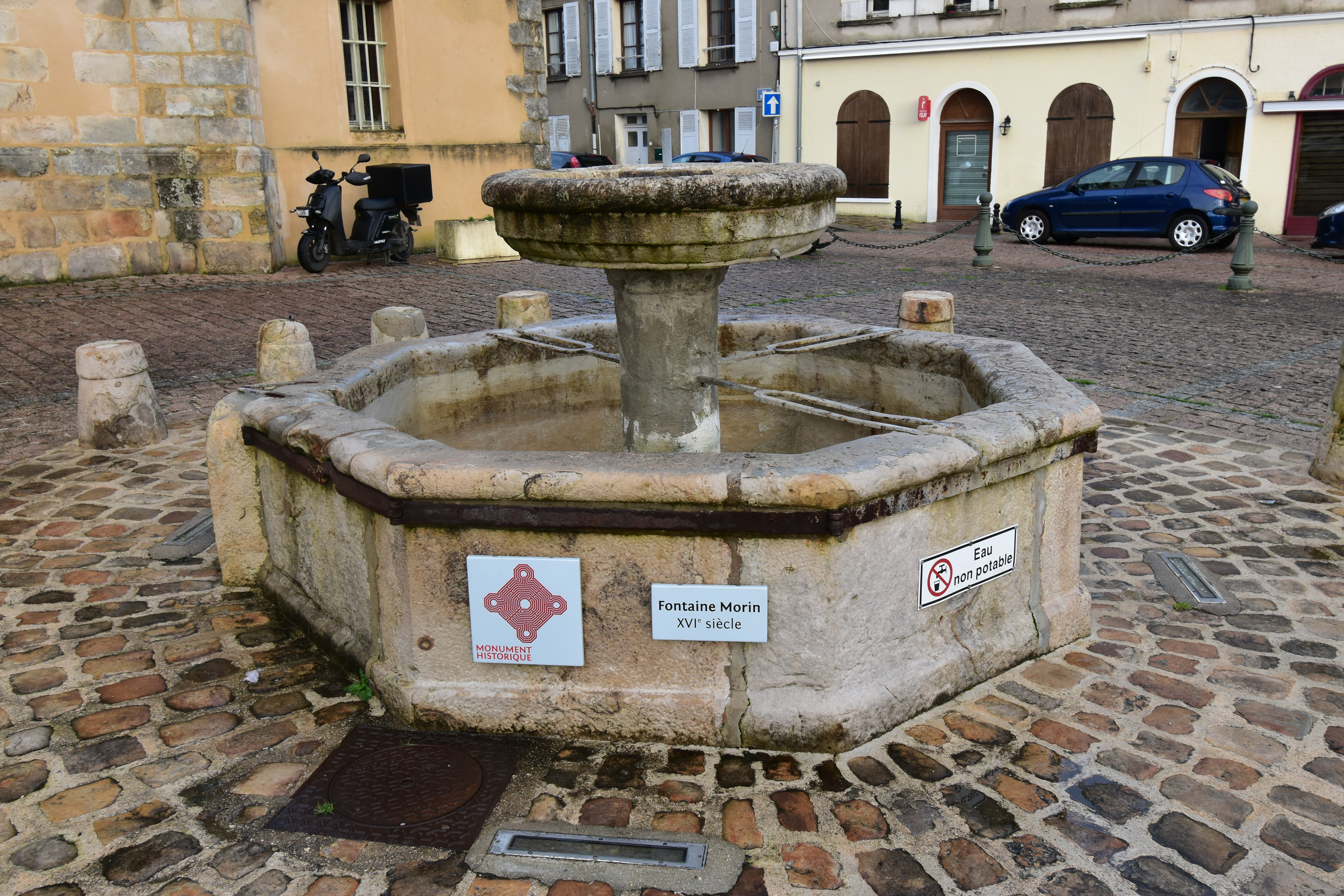
La fontaine vers l'église
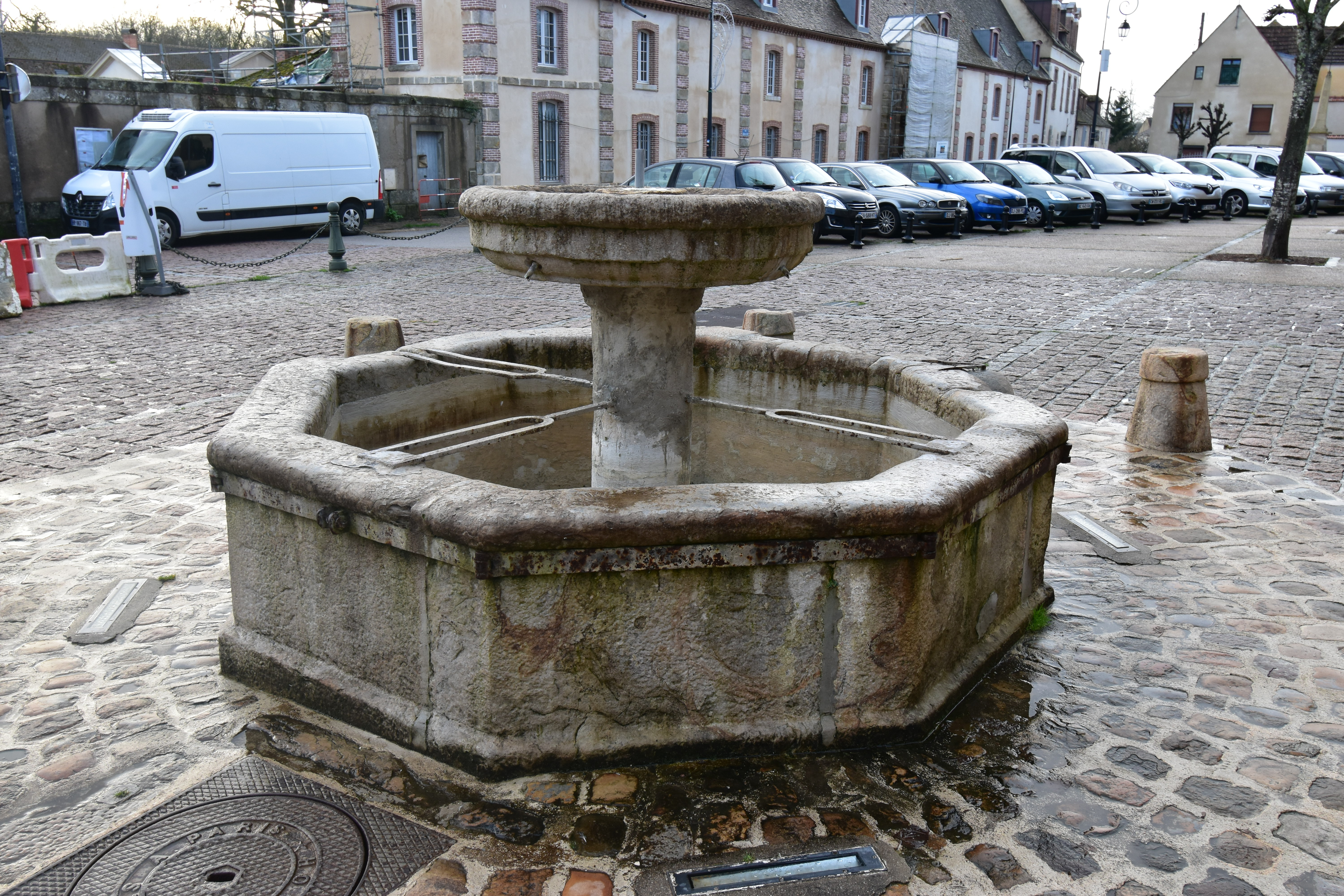
La fontaine vers le château